# Wacławów (Wysokie)
Wacławów – część wsi Wysokie w Polsce, położona w województwie wielkopolskim, w powiecie konińskim, w gminie Kramsk. Należy do sołectwa Wysokie.
W latach 1975–1998 Wacławów administracyjnie należał do województwa konińskiego.